# 诸暨市各级文物保护单位列表
以下为浙江绍兴诸暨市范围内的各级文物保护单位：

## 全国重点文物保护单位
以下为诸暨市范围内的全国重点文物保护单位
| 名称                    | 编号                    | 类型                    | 时代                    | 所在                       | 公布                    | 图片                    |                         |
| 第五批（2001年6月25日） | 第五批（2001年6月25日） | 第五批（2001年6月25日） | 第五批（2001年6月25日） | 第五批（2001年6月25日）    | 第五批（2001年6月25日） | 第五批（2001年6月25日） | 第五批（2001年6月25日） |
| ----------------------- | ----------------------- | ----------------------- | ----------------------- | -------------------------- | ----------------------- | ----------------------- | ----------------------- |
| 斯氏古民居建筑群        | 5-309                   | 古建筑                  | 清                      | 诸暨市斯宅乡               | 2001年第五批国保        |                         |                         |
| 第七批（2013年3月）     |                         |                         |                         |                            |                         |                         |                         |
| 东化成寺塔              | 7-0995-3-293            | 古建筑                  | 宋                      | 诸暨市枫桥镇钟瑛村紫薇山脊 | 2013年第七批国保        |                         |                         |

## 浙江省文物保护单位
以下为诸暨市范围内的浙江省文物保护单位：
| 名称                    | 编号           | 类型 | 时代             | 所在                         | 公布             | 图片 |
| ----------------------- | -------------- | ---- | ---------------- | ---------------------------- | ---------------- | ---- |
| 何文庆故居              | 2-4            |      | 清               | 诸暨市赵家镇泉畈二村         | 1981年           |      |
| 张秋人烈士墓            | 重新公布新增-1 |      | 现代             | 诸暨市牌头镇水霞张村         | 1981年           |      |
| 边村祠堂                | 3-91           |      | 清               | 诸暨市同山镇边村             | 1989年           |      |
| 第五批                  |                |      |                  |                              |                  |      |
| 上新居、新谭家民居      | 5-73           |      | 清               | 诸暨市东白湖镇螽斯畈村       | 2005年           |      |
| 新一堂、继述堂          | 5-74           |      | 清               | 诸暨市璜山镇溪北             | 2005年           |      |
| 枫桥大庙                | 5-109          |      | 清               | 诸暨市枫桥镇和平路           | 2005年           |      |
| 俞秀松故居              | 5-152          |      | 清               | 诸暨市次坞镇溪埭村           | 2005年           |      |
| 第六批                  |                |      |                  |                              |                  |      |
| 楼家桥遗址              | 6-20           |      | 新石器至商周时期 | 诸暨市次坞镇楼家桥           | 2011年           |      |
| 藏绿乡土建筑            | 6-178          |      | 清               | 诸暨市五泄镇藏绿村           | 2011年           |      |
| 吕家吕氏宗祠            | 6-179          |      | 清               | 诸暨市次坞镇                 | 2011年           |      |
| 第七批（2017年1月19日） |                |      |                  |                              |                  |      |
| 天元塔                  | 7-44           |      | 明•万历          | 诸暨市草塔镇杨家楼村         | 2017年第七批省保 |      |
| 新胜古建筑群            | 7-127          |      | 清               | 诸暨市街亭镇新胜黎明村       | 2017年第七批省保 |      |
| 马剑古建筑群            | 7-128          |      | 清               | 诸暨市马剑镇马剑村           | 2017年第七批省保 |      |
| 第八批（2023年）        |                |      |                  |                              |                  |      |
| 石壁脚古建筑群          | 8-49           |      | 明、清           | 诸暨市陈宅镇石壁湖石壁山脚村 | 2023年第八批省保 |      |

## 诸暨市文物保护单位
- 下檀印纹陶窑址	春秋战国时期	诸暨市阮市镇下檀村，1981
- 茅漾山古墓葬群	汉至六朝	诸暨市牌头镇金家山头村、水霞张村一带，1981
- 浣   纱   石	东    晋	诸暨市暨阳街道苎萝山下浣纱江畔	市 级	诸政办〔1981〕33号
- 骆家桥青瓷窑址	南    宋	诸暨市枫桥镇骆家桥村瓶甏山、南山、庙山一带	市 级	诸政办〔1981〕33号
- 小   天   竺	明•嘉靖	诸暨市枫桥镇钟瑛路紫薇山西麓，1981
- 艮      塔	明•万历	诸暨市暨阳街道艮塔公园内，1981
- 聚  星  塔	明•万历	诸暨市街亭镇许村琴山，1981
- 墙 头 劝 谕	太平天国	诸暨市安华镇宣何村，1981
- 朱学勉烈士墓	现    代	诸暨市江藻镇尚武村苦竹尖山，1981
- 寿昌中鲚鱼化石	早白垩纪早中期	诸暨市马剑镇沈家村，1985
- 水口山文化遗址	新石器至商周时期	诸暨市璜山镇读山村水口山，1985
- 柁山坞印纹陶窑址	春秋战国时期	诸暨市阮市镇柁山坞村前山嘴，1985
- 大鹏坞山陶瓷窑址	东    汉	诸暨市店口镇三江口村大鹏坞山南麓，1985
- 排山坞青瓷窑址	唐    代	诸暨市浣东街道大联村排山坞，1985
- 孤坟仓山青瓷窑址	唐    代	诸暨市浣东街道廿里牌村孤坟仓山，1985
- 城墙遗址	明    代	诸暨市暨阳街道浣江公园(浣纱路)，1985
- 杨肇泰故居	明•万历	诸暨市暨阳街道光明路107弄5号，1985
- 进  士  第	明    末	诸暨市浣东街道高湖沿村，〔1985
- 陈洪绶故居遗址及光裕堂	明末清初	诸暨市枫桥镇陈家村，1984
- 鹰毛坞山摩崖石刻	清•乾隆	诸暨市山下湖镇龙止口村鹰毛坞山，1985
- 何 氏 宗 祠	清    代	诸暨市安华镇宣何村，1985
- 陈遹声陵墓石牌坊	清•光绪	诸暨市赵家镇上京村狮子岩头山，1985
- 南路岭摩崖石刻	清•道光	诸暨市东白湖镇斯宅管理区斯宅村南路岭，1985
- 汪寿华故居	清    代	诸暨市赵家镇泉畈二村，1985
- 民众图书馆	现    代	诸暨市山下湖镇西斗门村，1985
- 西   施   殿	现    代	诸暨市暨阳街道苎萝山，1999
- 中共诸暨县委“一大”会址	现   代	诸暨市暨阳街道郭家坞村，1999
- 俞秀松烈士陵园	清•现代	诸暨市次坞镇溪埭村，1999
- 高台门古建筑群(崇孝楼、光裕堂、洋房)	清	诸暨市岭北镇高台门村，2003
- 斯民小学	民国	诸暨市东白湖镇斯宅管理区斯宅村，2003
- 宝 珠 桥	清•嘉庆	诸暨市草塔镇宝珠桥村后渎溪江支流之上，2003
- 巽离亭	明  	诸暨市草塔镇下三房村南，2003
- 盘山小学	民国	诸暨市浬浦镇盘山村，2003
- 周氏宗祠（大兼溪）	清	诸暨市浬浦镇大兼溪中村，2003
- 沈氏宗祠	民国	诸暨市马剑镇沈家村，2003
- 魁星阁	清    代	诸暨市同山镇唐仁村南	市 级	诸政发〔2003〕95号
- 溪圆桥	民国	诸暨市大唐镇和草塔镇之间的五泄江上，2003
- 御史第	清	诸暨市大唐镇里蒋上村，2003
- 吕升墓	明清	诸暨市次坞镇大村村，2003
- 花厅张氏宗祠（崇本堂），清，诸暨市街亭镇花厅村，2010
- 三江口抗战殉难军民合墓	1946年	诸暨市店口镇三江口村绿苑山之东南坡，2010
- 里市坞清代避暑山庄遗址（包括“小沧浪”摩崖石刻）	清，诸暨市店口镇中里里市坞猪下巴山南麓，2010
- 大溪周氏宗祠 	清代（1768）、民国（1931）	诸暨市枫桥镇大溪，2010
- 青山头摩崖	民国11年（1922）	诸暨市枫桥镇枫源大悟村青山头北约1里的田螺头岩，2010
- 葛村梅苑学校	民  国	诸暨市枫桥镇梅苑葛村	市 级	诸政发〔2010〕73号
- 潘村王泰垣夫妇合葬墓	民国二十三年（1934）	诸暨市赵家镇潘村，2010
- 汪王王氏宗祠	清  代	诸暨市江藻镇汪王村808号，2010
- 石佛孙氏宗祠	清•嘉庆	诸暨市暨阳街道诸东石佛村，2010
- 赵家赵氏宗祠	清  代	诸暨市暨阳街道赵家村，2010
- 沈家大厅	明  代	诸暨市马剑镇马益沈家村，2010
- 相公殿古建筑群（应氏宗祠、山脚下总厅、大房厅）	明•清	诸暨市马剑镇相公殿村，2010
- 唐仁寿氏宗祠	清  代	诸暨市同山镇唐仁村唐仁自然村16号，2010
- 石壁脚后新屋台门	明  代	诸暨市陈宅镇石壁湖石壁山脚村，2010
- 斯宅小洋房	1920年	诸暨市东白湖镇斯宅村，2010
- 下门前畈台门（四房台门）	清  代	诸暨市东白湖镇斯宅村，2010
- 石角许氏宗祠	清  代	诸暨市璜山镇齐村石角村，2010
- “齐村惨案”烈士纪念碑	1944年	诸暨市璜山镇齐村西面西林寺山东麓，2010
- 黄畈阳徐道政故居	民  国	诸暨市璜山镇东庑黄畈阳村，2010
- 崇新庵上厅古民居	明末清初	诸暨市安华镇勤荣崇新庵村，2010
- 邵氏宗祠(清门堂)	民  国	诸暨市安华镇珠峰邵家塘村，2010
- 骏德堂	清代	马剑镇马剑村，2010
- 东和卓氏宗祠	清  代	诸暨市东和乡十里坪卓溪村，2012
- 浬浦蒋氏宗祠	清  代	诸暨市浬浦镇盘山下村，2012
- 斯宅大生精制茶厂	民国	东白湖镇斯宅村斯宅，2017
- 杨氏宗祠	清代	枫桥镇全堂村全堂，2017
- 金萧支队成立旧址（方氏宗祠）	清代	马剑镇石门村上山头，2017
- 王氏龙凤花厅	明代	大唐镇里蒋村东坞，2017
- 张氏宗祠	清代	应店街镇洋渔山村洪里坞，2017
- 后马桥	清代	东白湖镇雄踞村砚田，2017
- 玉锁桥	民国	王家井镇凤仪村凤仪楼，2017
- 清潭桥	清代	东白湖镇雄踞村吴子里，2017
- 周氏宗祠	清代	街亭镇周村周村，2017
- 毛氏宗祠	民国	枫桥镇齐东村毛家，2017
- 周氏宗祠	清代	安华镇丰江周村丰三，2017
- 务本堂	清代	璜山镇溪北村溪北，2017
- 徐氏宗祠	民国	璜山镇溪北村溪北，2017
- 岭北周乡土建筑（凤岐堂、麟振堂、七份厅、九如堂、彝训堂）	清代	岭北镇岭北周村岭北周，2017